# Nina Kallergi
Nina Kallergi  (Leskovac, 5. Decembar 1994) grčka je pevačica srpskog porekla.

## Biografija
Rodjena u Leskovcu, a od svoje desete godine zivi na Kritu. Od malena pokazuje strast i ljubav prema muzici i pevanju, pa se sa 20 godina krenula baviti pevanjem. Nina je udata za grka i majka je dvogodisnjeg deteta.

## Muzička karijera
Nina je počela da se profesionalno bavi muzikom sa svojih 20 godina. Njen prvi singl je Mipos Enohlo (Ne želim da ti smetam) privukao je pažnju najveće grčke izdavačke kuce Heaven , te sa njima potpisuje ugovor i izdaje novu pesmu i spot Na Me ksipnas Glika (Probudi me slatko).

## Spotovi
- Να Με Ξυπνάς Γλυκά(probudi me slatko) (video)
- Μήπως Ενοχλώ(Ne zelim da ti smetam)

## Singlovi
- Μήπως Ενοχλώ(Ne zelim da ti smetam)
- Να Με Ξυπνάς Γλυκά(probudi me slatko)
- Περπατώ τις νύχτες(Hodam noćima)(demo)
- Αγκαλιά(Zagrli)